# Brétigny-sur-Orge
 Brétigny-sur-Orge  [bʁet̪iɲi sʏʁ ɔʁʒ] ist eine französische Gemeinde mit 26.658 Einwohnern (Stand 1. Januar 2022) im Département Essonne in der Region Île-de-France; sie gehört zum Arrondissement Palaiseau und ist Hauptort des Kantons Brétigny-sur-Orge.

## Lage

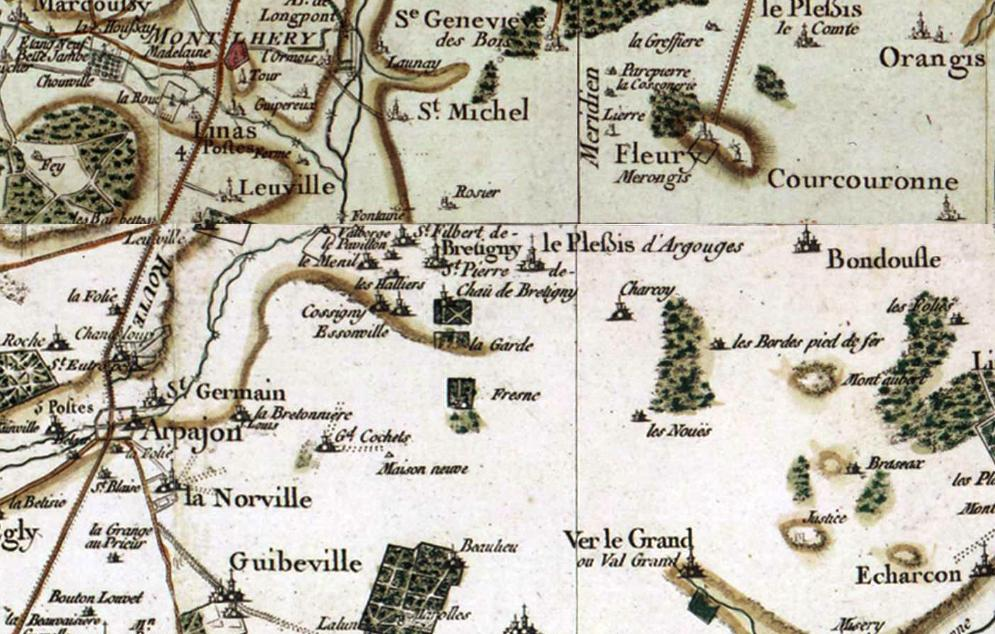
Brétigny auf der Cassini-Landkarte aus dem 17. Jahrhundert

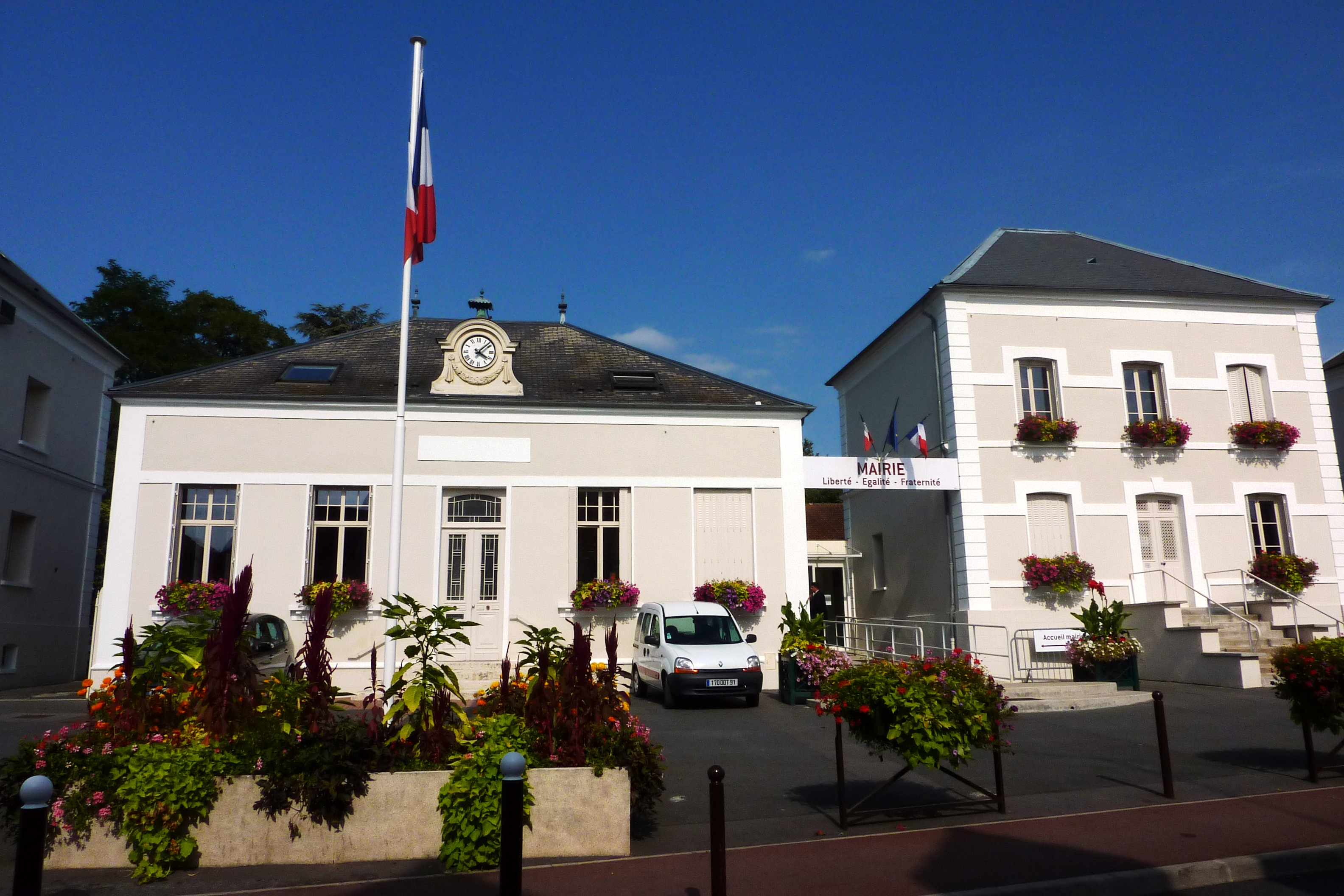
Mairie (Rathaus)

Brétigny-sur-Orge liegt in der Region Île-de-France am südlichen Rand des Großraums Paris, mitten in der Naturregion Hulepoix, einem Plateau, das hier vom Tal des Flusses Orge durchschnitten wird.
Ganz im Süden, knapp an der Gemeindegrenze zu Longpont-sur-Orge, mündet die Salmouille in die Orge.

## Geschichte
Im Jahr 697, als die Gegend zum Fränkischen Reich gehörte, wurde der Ort unter dem Namen Britiniacus in der Gründungsakte des Klosters von Limours erstmals urkundlich erwähnt. Seit 1030 ist die dem hl. Petrus geweihte Kirche des Ortes belegt. Im 12. Jahrhundert entstand eine Burg an der Stelle, wo sich heute das Stadtzentrum befindet. Im Hundertjährigen Krieg erlitt die Stadt schwere Schäden. 1614 baute François de Martel die Burg zu einem Schloss im Louis-treize-Stil mitsamt französischem Garten um.

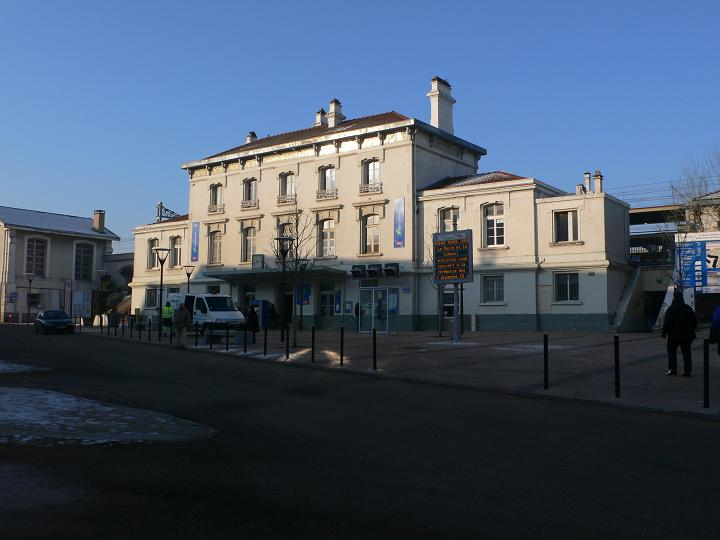
Bahnhofsgebäude

1843 erhielt der Ort seinen Bahnanschluss: Ein Teilstück der Bahnstrecke Paris–Bordeaux mitsamt einer Zweigstrecke nach Tours wurde eröffnet. Einen Bahnhof bekam der Ort allerdings erst 1865, der seit 1979 von der RER-Linie C bedient wird. 1864 wurde der Ort Sitz einer Mairie.
1938 wurde in Brétigny ein Militärflugplatz errichtet, der bis 2001 existierte. 1940 geriet der Ort im Zuge des Westfeldzuges unter deutsche Besatzung und wurde am 23. August 1944 von der Third United States Army befreit. Am 15. August 1953 startete Jacqueline Auriol mit ihrer Dassault Mystère II von der Basis Brétigny, um als erste Frau die Schallmauer zu durchbrechen.
Die 1960er Jahre bescherten Brétigny die Errichtung mehrerer großer Wohnkomplexe am Stadtrand.
Am 12. Juli 2013 gegen 17:14 Uhr Ortszeit ereignete sich im Bahnhof der Eisenbahnunfall von Brétigny-sur-Orge, als der Intercités-Zug Nr. 3657 aus Corail-Wagen auf der Strecke Paris–Limoges wegen einer defekten Weiche entgleiste und sich einige Wagen auf den Bahnsteig schoben. Sechs Tote und zwölf Schwerverletzte waren zu beklagen.

## Sehenswürdigkeiten

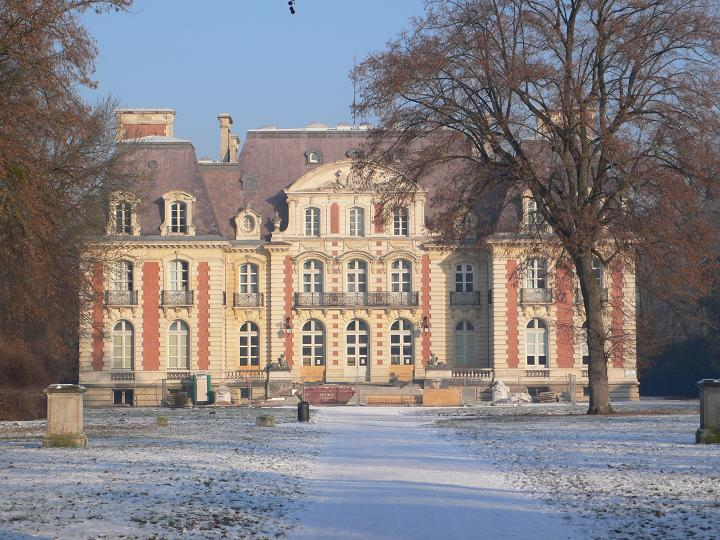
Schloss La Fontaine

Die im 12. Jahrhundert errichtete Kirche St-Pierre, seit dem 7. September 1977 als Monument historique klassifiziert, ist das einzige denkmalgeschützte Gebäude der Stadt. Einige Tonscherben und architektonische Bauelemente deuten auf einen vorromanischen Ursprung hin. Sie wurde im 12. und 13. Jahrhundert vergrößert, bevor sie dann im Laufe des Hundertjährigen Krieges Beschädigungen erlitt. Während des 15. und 16. Jahrhunderts wurde sie einer ersten Restaurierung unterzogen. Ihr dreischiffiger Aufbau mit einer flachen Chorapsis und einem Glockenturm, der über einem Seitenschiff aufragt, ist typisch für diese Region. Während des Ancien Régime diente sie als Grabkirche, zweihundertfünfzig Gräber sind aus dieser Zeit noch vorhanden. Zur Revolutionszeit wurde sie zum Nationalgut erklärt und diente seitdem als Veranstaltungsort für Volksfeste und für die Wahl des ersten Bürgermeisters von Brétigny-sur-Orge.
Das Schloss La Fontaine wurde 1914 im Renaissancestil erbaut. Boucher d’Argis, Verfasser zahlreicher Artikel der Encyclopédie, wohnte einige Zeit in dem Vorgängerbau, bevor er dann während der Zeit des Terrors in Paris enthauptet wurde. Danach wurde das Gut von Baron Fain, Geheimsekretär Napoleons I. und Bürgermeister der Stadt (1819–1825), erworben. Das heutige Gebäude wird von einer technischen Hochschule (IUT) genutzt.
Von dem Anfang des 16. Jahrhunderts am Flurort La Garde errichteten Herrenschlosses von Brétigny steht nur noch das Herrenhaus. Die restlichen Gebäude wurden im frühen 19. Jahrhundert abgetragen, bereits im Jahr 1760 siedelten seine Bewohner nach Marolles-en-Hurepoix über.
Das aus dem 17. Jahrhundert stammende Maison du Carouge wurde in den 1980er Jahren originalgetreu wieder aufgebaut. Die wohlhabenden Eigentümer ließen einen kleinen romantischen Garten anlegen, der vom Bach Blutin bewässert wird. Ganz in der Nähe befindet sich eine bereits seit dem Mittelalter genutzte Wassermühle.
Das Ciné 220 stammt aus den 1930er Jahren.

## Persönlichkeiten
- Marc Yor (1949–2014), Mathematiker
- Bintou Dembélé (* 1975), Tänzerin und Choreografin
- Cédric Collet (* 1984), Fußballspieler
- Grégory Sertic (* 1989), Fußballspieler
- Gaëtan Dussausaye (* 1994), Politiker